# Зеленська сільська рада (Бучацький район)
Зеле́нська сільська́ ра́да — колишня адміністративно-територіальна одиниця та орган місцевого самоврядування в Чортківського району Тернопільської області. Адміністративний центр — с. Зелена.

## Загальні відомості
Зеленська сільська рада утворена 26 грудня 1993 року.
- Територія ради: 9,81 км²
- Населення ради: 688 осіб (станом на 2001 рік)

## Населені пункти
Сільській раді були підпорядковані населені пункти:
- с. Зелена

## Історія
До 19 липня 2020 р. належала до Бучацького району.
11 грудня 2020 р. увійшла до складу Бучацької міської громади.

## Склад ради
Рада складалася з 14 депутатів та голови.
- Голова ради:
- Секретар ради: Антонів Марія Сафатівна

### Керівний склад попередніх скликань
| Прізвище, ім'я, по батькові | Основні відомості                                    | Дата обрання | Дата звільнення |
| --------------------------- | ---------------------------------------------------- | ------------ | --------------- |
| Бойко Надія Йосипівна       | Сільський голова, 1965 року народження, позапартійна | 26.03.2006   | 31.10.2010      |

Примітка: таблиця складена за даними сайту Верховної Ради України

### Депутати
За результатами місцевих виборів 2010 року депутатами ради стали:

#### За суб'єктами висування
| Суб'єкт висування | Кількість обраних депутатів | %   |
| ----------------- | --------------------------- | --- |
| Самовисування     | 14                          | 100 |

#### За округами
| № округу | Прізвище, ім'я, по батькові   | Дата визнання обраним | Освіта             | Партійна приналежність | Відомості про обраного депутата    |
| -------- | ----------------------------- | --------------------- | ------------------ | ---------------------- | ---------------------------------- |
| 1        | Савка Оксана Михайлівна       | 04.11.2010            | вища               | позапартійна           | ПАП Зелена, директор               |
| 2        | Бойко Ігор Миколайович        | 04.11.2010            | середня спеціальна | позапартійний          | ВАТ Тернопобленерго, електромонтер |
| 3        | Моцик Володимир Петрович      | 04.11.2010            | середня спеціальна | позапартійний          |                                    |
| 4        | Бойко Богдан Васильович       | 04.11.2010            | середня спеціальна | позапартійний          | ПАП зелена, електрогазозварник     |
| 5        | Антонів Марія Сафатівна       | 04.11.2010            | середня спеціальна | позапартійна           | с/р, секретар                      |
| 6        | Керницький Василь Михайлович  | 04.11.2010            | вища               | позапартійний          | ПАП Зелена, економіст              |
| 7        | Газдевич Іван Петрович        | 04.11.2010            | вища               | позапартійний          | Бучачагрохлібпром, диспетчер       |
| 8        | Костишин Василь Васильович    | 04.11.2010            | середня спеціальна | позапартійний          | ПАП Зелена, шофер                  |
| 9        | Захарчишин Світлана Андріївна | 04.11.2010            | вища               | позапартійна           | с/р, бухгалтер                     |
| 10       | Пшивий Михайло Йосипович      | 04.11.2010            | середня спеціальна | позапартійний          | ПАП Зелена, комірник               |
| 11       | Єднак Оксана Василівна        | 04.11.2010            | вища               | позапартійна           | д/с, вихователь                    |
| 12       | Крупела Галина Павлівна       | 04.11.2010            | середня спеціальна | позапартійна           | ПАП Зелена, зоотехнік              |
| 13       | Савка Марія Ярославівна       | 04.11.2010            | вища               | позапартійна           | загальноосвітня школа, директор    |
| 14       | Щепна Оксана Володимирівна    | 04.11.2010            | вища               | позапартійна           | ПАП Зелена, економіст              |